# Windel Group
Die Windel Group GmbH & Co. KG ist die Konzernobergesellschaft der Windel-Gruppe, einem Hersteller von Süßwaren mit dem Schwerpunkt Schokoladenprodukte. Das Unternehmen verfügt über drei Standorte in Osnabrück und einen in Tienen, Belgien.

## Geschichte
Die Windel Group geht zurück auf einen 1900 von Ludwig Windel gegründeten Süßwaren- und Spirituosengroßhandel. Ab den 1960er-Jahren wurden zunehmend eigene Produkte vermarktet. Im Jahr 1995 wurde die Schokoladenfabrik Farüchoc übernommen. Seit 2003 besteht eine Mehrheitsbeteiligung am belgischen Schokoladenhersteller Kim’s Chocolates.

## Geschäftsbereiche

### Coffee-Bike GmbH
Die Coffee-Bike GmbH betreibt ein Franchisesystem für mobile Kaffeebars auf Lastenfahrrädern. Insgesamt werden 250 Fahrräder in 17 Ländern weltweit betrieben (Stand 2019).

### Farüchoc-Schokoladenfabrik GmbH & Co. KG
Die Farüchoc Schokoladenfabrik wurde 1923 gegründet und nach der 1995 erfolgten Übernahme durch die Windel-Gruppe von Karlsruhe nach Osnabrück verlagert. Es werden Schokolade und Schokoladenartikel für Schwesterunternehmen und andere Lebensmittelhersteller sowie Private-Label-Produkte hergestellt.

### Kim’s Chocolates N.V.
Kim’s Chocolates ist ein 1987 gegründeter Schokoladenhersteller mit Sitz in Tienen, Belgien, an dem die Windel Group GmbH & Co. KG mittelbar mit 75,0 % beteiligt ist. Es werden insbesondere Tafelschokolade, Pralinen und Riegel produziert und weltweit exportiert.

### Windel GmbH & Co. KG
Die Windel GmbH & Co. KG ist das Stammunternehmen der Windel Gruppe. Das Unternehmen ist spezialisiert auf Geschenkartikel mit Schokolade. Neben der Marke Windel werden Produkte auch unter der Marke Confiserie Heidel vertrieben.